# Rue Eugène-Spuller
La rue Eugène-Spuller est une rue du 3e arrondissement de Paris.

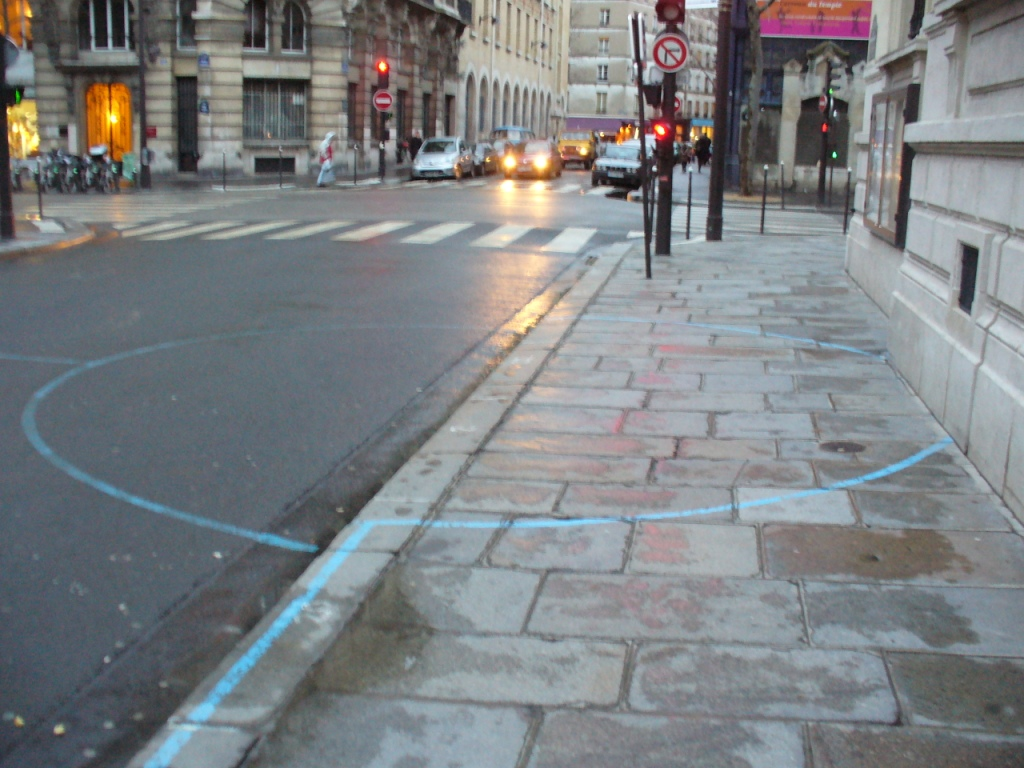
Emplacement d'une tourelle de la grosse tour du Temple.

## Situation et accès
La rue Eugène-Spuller est située dans le quartier du Marais. Elle jouxte en partie, sur sa gauche, le square du Temple et sur sa droite, la mairie du 3e et le Carreau du Temple.
Ce site est desservi par la station de métro Temple.

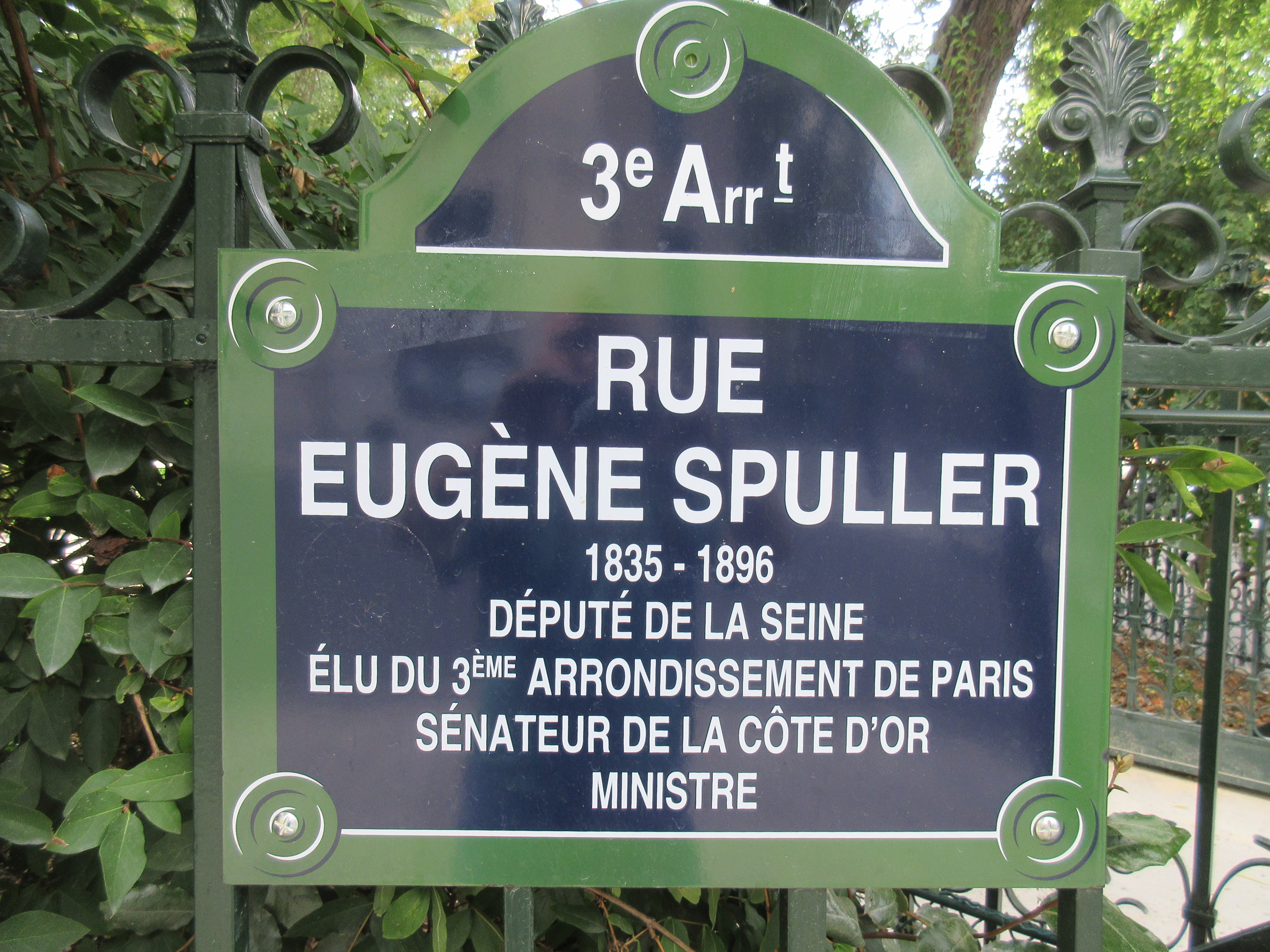

## Origine du nom
Elle porte ce nom en honneur d'Eugène Spuller (1835-1896), homme politique français.

## Historique
En 1910, la partie finale de la rue des Archives fut renommée en « rue Eugène-Spuller ».
La rue Eugène-Spuller passe sur l'emplacement du cimetière du Temple et sur celui des tours du Temple.

Quelques vues de la rue
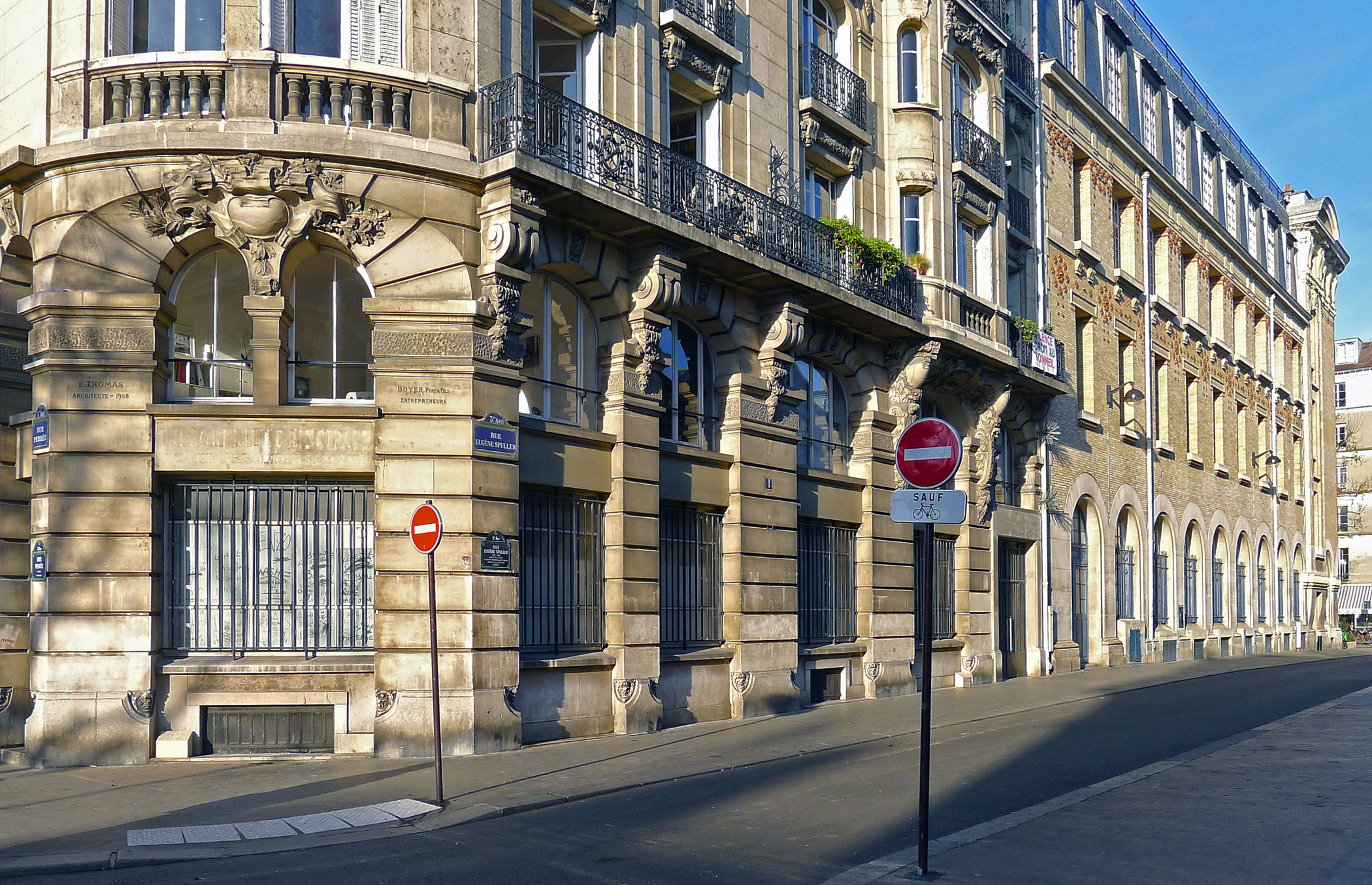
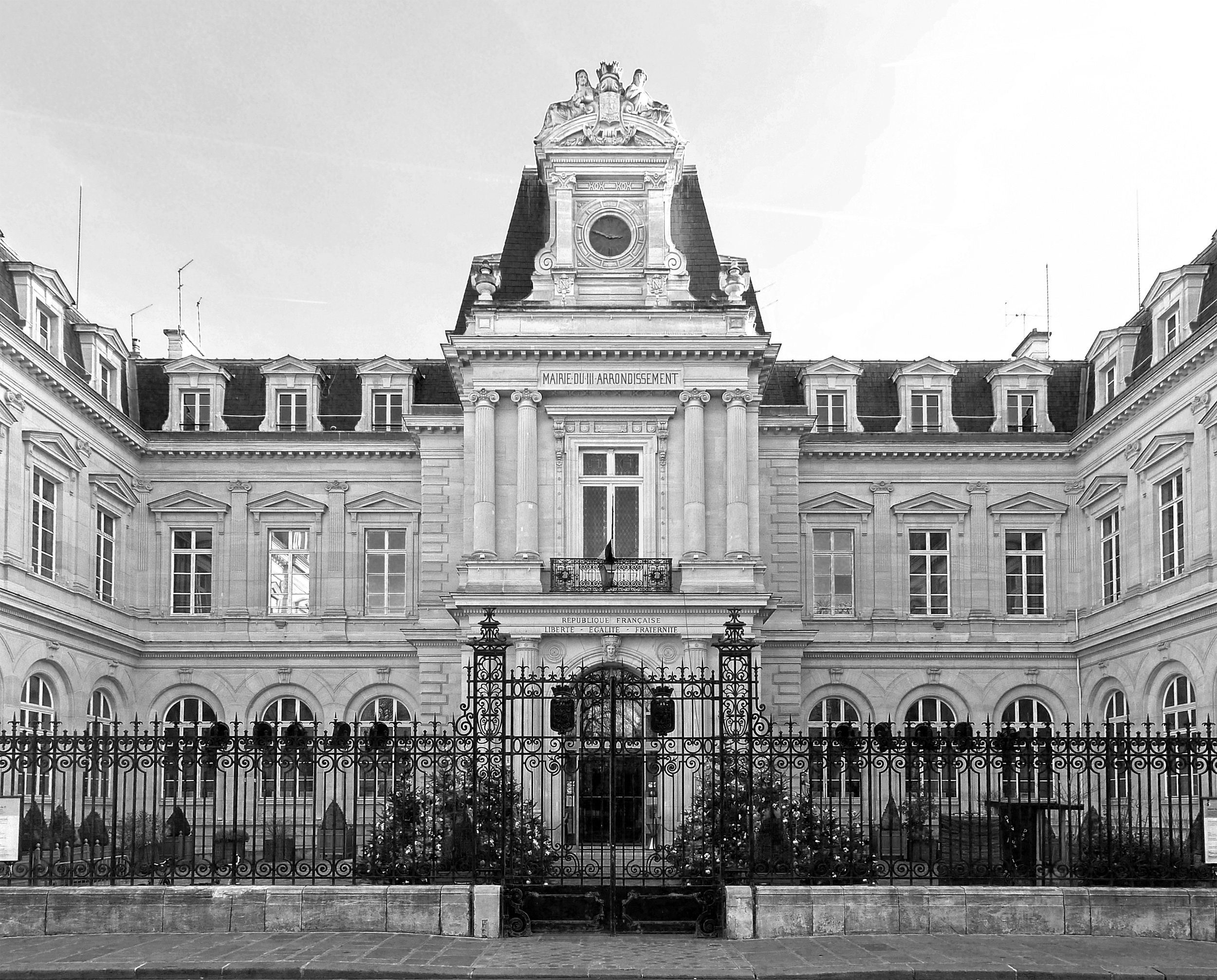
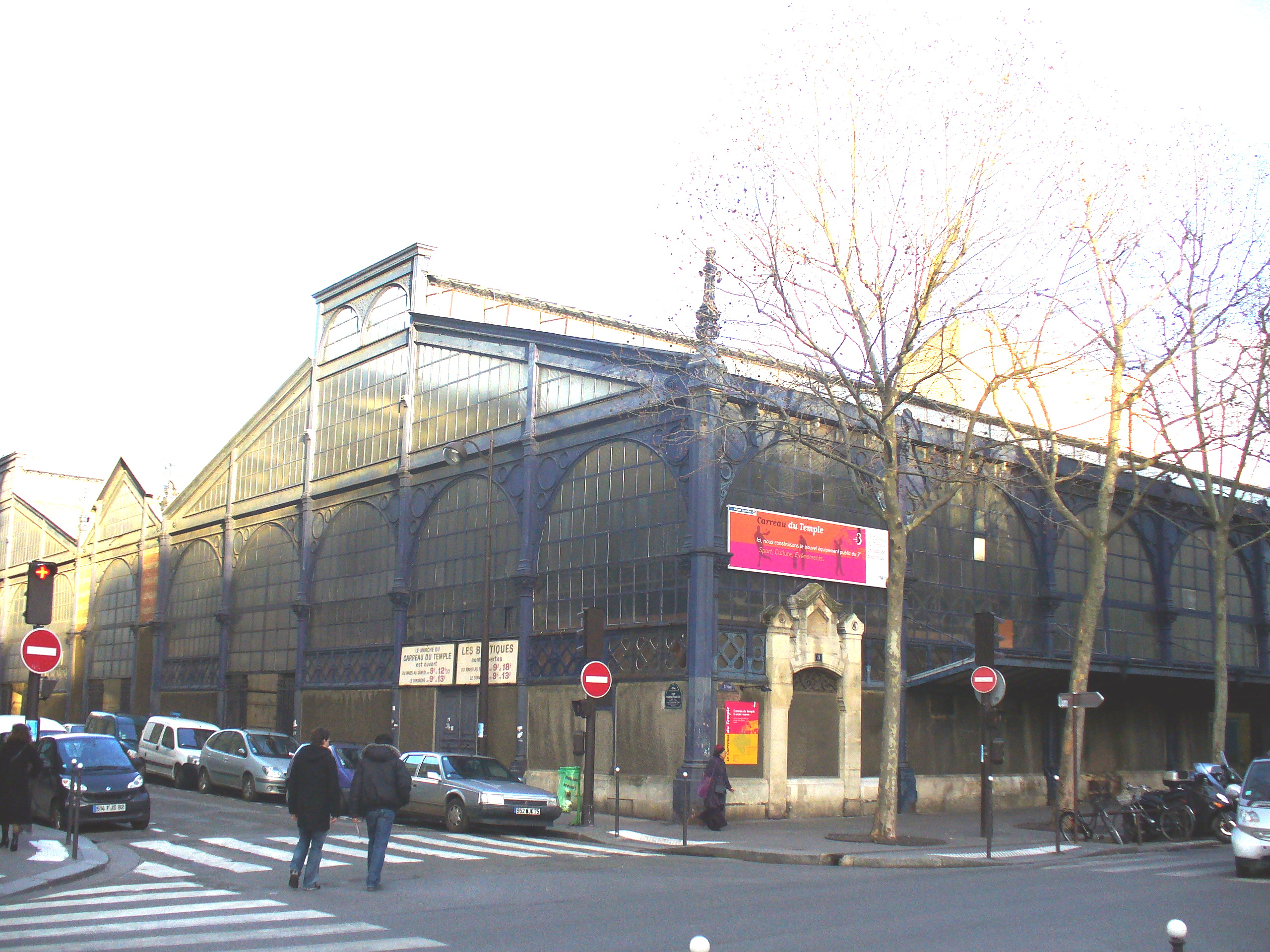
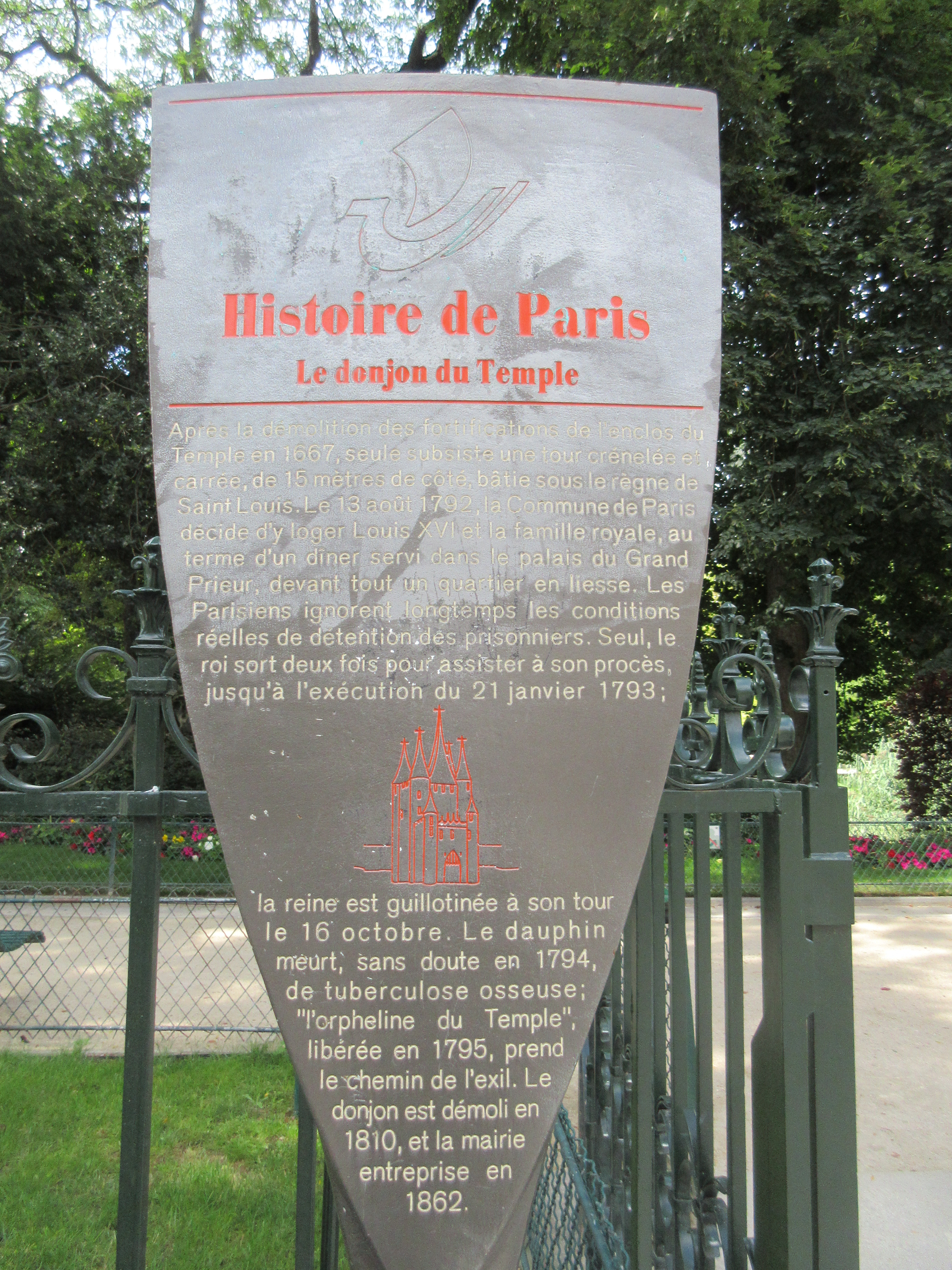
Panneau Histoire de Paris « Le donjon du Temple  »

## Bâtiments remarquables et lieux de mémoire
- Au no  2, la mairie du 3e arrondissement.
- Entre la rue de Bretagne et la rue Perrée, sur le côté gauche de la rue, le square du Temple.
- Entre la rue Perrée et la rue Dupetit-Thouars, sur le côté droit de la rue, le Carreau du Temple.

## Pour approfondir